# Ahmad ibn Hanbal
Ahmad ibn Hanbal (780 Bagdád – 855 Bagdád) byl islámský učenec narozený na území dnešního Iráku, jedna z nejdůležitějších osobností sunnitského islámu.

## Osobní život
Rodina Ahmada ibn Hanbala pocházela z Basry. Jeho otec byl důstojníkem abbásovské armády. Ibn Hanbal se narodil v Bagdádu, měl dvě manželky a mnoho dětí. Jeden z jeho synů se stal soudcem v Isfahánu.

## Studium a dílo
Ahmad Ibn Hanbal studoval v Bagdádu a později cestoval za vzděláním. Učil se islámské jurisprudenci (fiqh) u věhlasného hanífovského soudce Abú Jusufa. Po dokončení studia navštívil Irák, Sýrii a Arábii, kde sbíral hadíthy a tradici týkající se proroka Mohameda. Díky těmto znalostem se stal hlavní autoritou hadíthů, zanechal po sobě obsáhlou encyklopedii al-Musnád.
Po letech strávených na cestách se vrátil do Bagdádu aby studoval islámské šáfiovské právo. Proslul jako zakladatel hanbalovské právní školy (tzv. Hanbalovský mazhab), nejortodoxnější ze čtyř tradičních islámských právních škol. Na ni navázal zejména Ibn Tajmía a od něj vedou cesty k wahhábismu a současnému islámskému fundamentalismu.
Ahmad Ibn Hanbal byl zaměstnáním voják a pětkrát za život vykonal hadždž (dvakrát pěšky). Zemřel ve věku 74 nebo 75 let v Bagdádu. Podle dochovaných popisů se jeho pohřbu účastnilo 800000 mužů a 60000 žen. Ten den se 20000 křesťanů a židů obrátilo na islám.